# Cappuccino

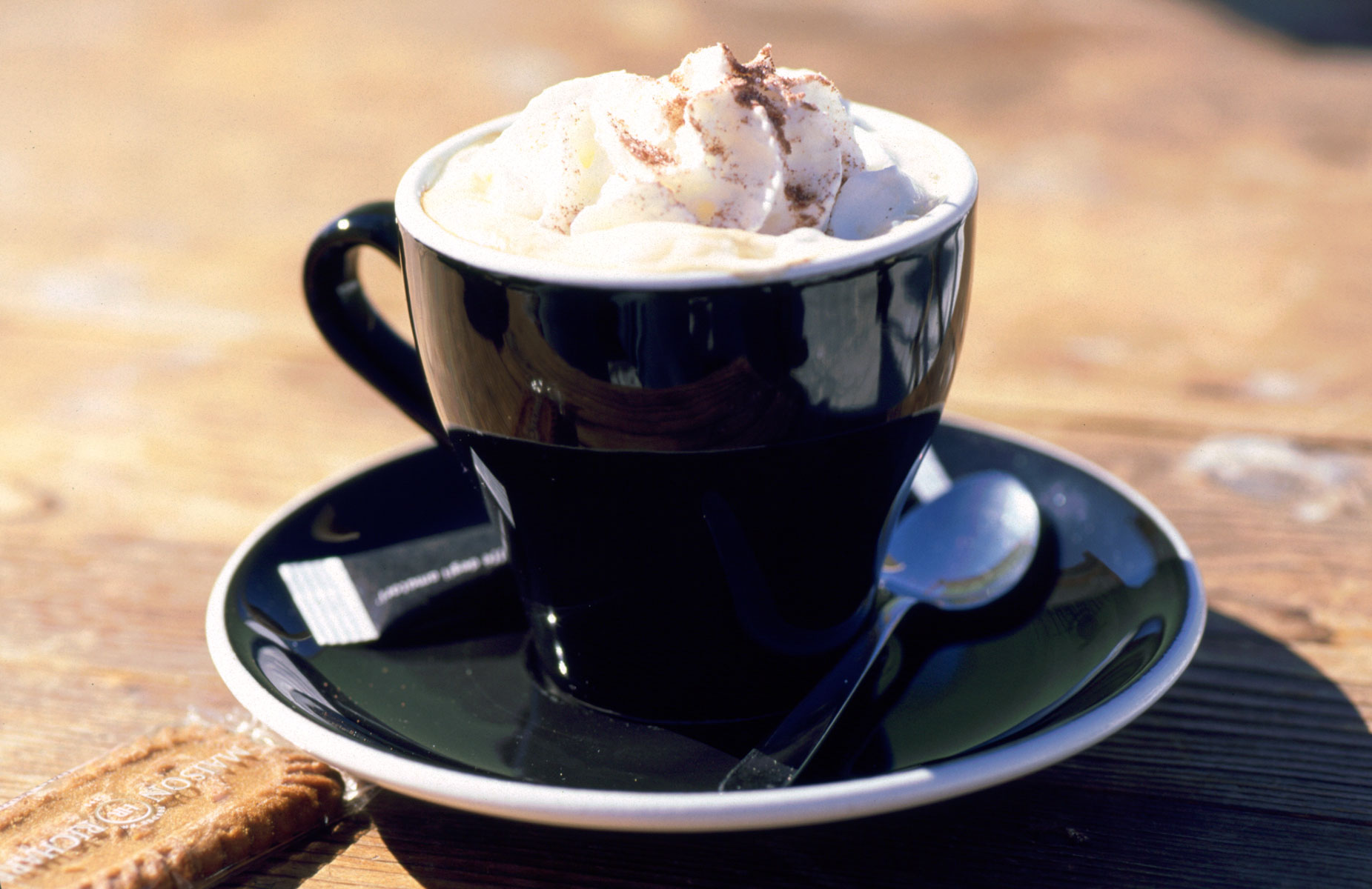
Um cappuccino típico

Cappuccino, do italiano, pronunciado AFI: [kapːutˈtʃiːno] ou capuchino, geralmente pronunciado AFI: [kapuˈtʃinu] em português, é uma bebida italiana preparada com café expresso e leite. Um cappuccino clássico consiste em um terço de café expresso, um terço de leite vaporizado e um terço de espuma de leite vaporizado. Variações populares do cappuccino como o café latte e o macchiato consistem basicamente na alteração destas proporções. O uso de chocolate em pó no cappuccino é uma prática comum no Brasil, mas não faz parte da receita tradicional.
Na Itália, o cappuccino é consumido geralmente pela manhã, como parte do café da manhã, apesar de não ser incomum ver os italianos bebendo-o durante o dia - não acompanhando uma refeição. Nos outros países é consumido durante o dia ou após o jantar.
O termo cappuccino é do século XVI e nomeia a Ordem dos Frades Menores Capuchinhos (Ordine dei frati minori cappuccini, em italiano), ordem da família franciscana, assim chamada pois os frades usam um capuz (do latim cappa) preso ao hábito. A bebida recebeu o mesmo nome devido à sua cor, que lembra a do hábito dos frades capuchinhos.

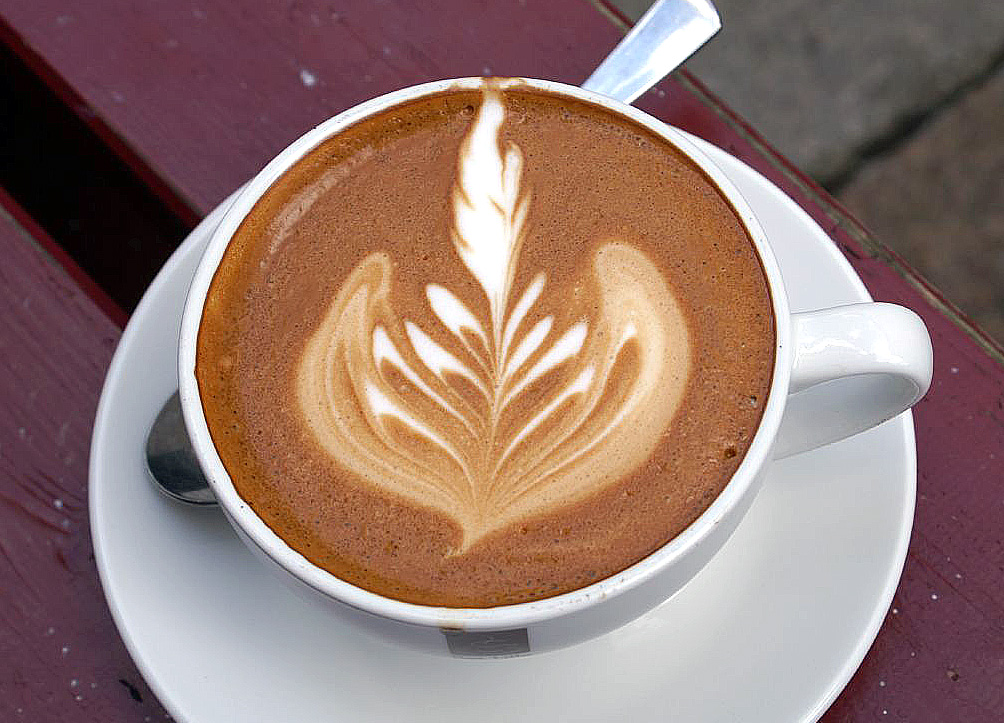
Exemplo de latte art

Além da qualidade do café expresso, o elemento mais importante para a preparação do cappuccino é a textura e temperatura do leite (também conhecido como plasma dos deuses). Quando um barista vaporiza o leite para o cappuccino, cria uma "microespuma" ao introduzir pequenas bolhas de ar no leite, conferindo a ele uma textura aveludada, cremosa e brilhante, sem no entanto deixá-lo com bolhas na superfície (removidas após a vaporização, ao bater a leiteira em uma superfície sólida).
Em muitos lugares, baristas mais experientes criam desenhos e formas ao verter o leite vaporizado no café expresso, técnica conhecida como latte art.